# گمینا لشنا پودلاسکا
گمینا لشنا پودلاسکا (به لهستانی:  Gmina Leśna Podlaska) یک گمینا در لهستان است که در شهرستان بیاوا پودلاسکا واقع شده‌است. گمینا لشنا پودلاسکا ۹۷٫۶۹ کیلومتر مربع مساحت و ۴٬۳۳۴ نفر جمعیت دارد.